# Irene Alt

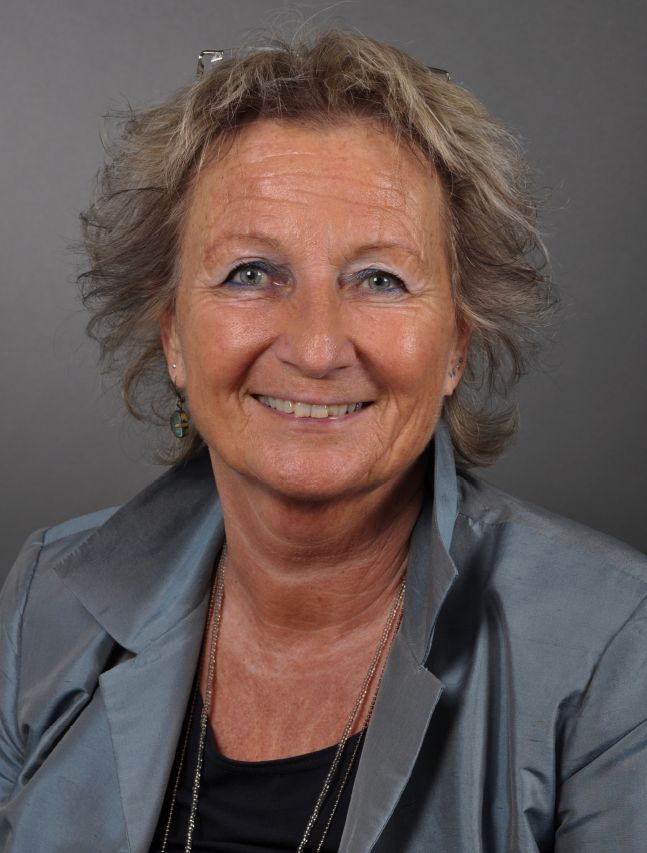
Irene Alt 2019

Irene Alt (* 5. Oktober 1957 in Völklingen) ist eine deutsche Politikerin (Bündnis 90/Die Grünen). Sie war vom 18. Mai 2011 bis zum 18. Mai 2016 Ministerin für Integration, Familie, Kinder, Jugend und Frauen des deutschen Bundeslandes Rheinland-Pfalz.

## Ausbildung, Beruf und Familie
Alt absolvierte eine Ausbildung zur Erzieherin und war danach u. a. Leiterin einer Kindertagesstätte. 1999 machte sie sich als freie Trainerin selbstständig und war anschließend mehrere Jahre Regionalleiterin des gewerblichen Bildungsinstituts ibis acam. Sie ist verheiratet, hat zwei erwachsene Töchter, drei Enkelkinder und wohnt in Budenheim.

## Politik
Ab 1989 wurde Alt ehrenamtlich in der Kommunalpolitik der Gemeinde Budenheim tätig, zunächst als ehrenamtliche Beigeordnete, danach als Fraktionssprecherin, Ausschuss- und Gemeinderatsmitglied. 1998 trat sie in die Partei Bündnis 90/Die Grünen ein. 1999 wurde sie Mitglied des Kreistages des Landkreises Mainz-Bingen, in dem sie später zur Fraktionssprecherin von Bündnis 90/Die Grünen gewählt wurde. Am 8. Oktober 2004 wurde Alt vom Kreistag mit Wirkung zum 1. Januar 2005 zur hauptamtlichen Zweiten Kreisbeigeordneten für Jugend und Soziales gewählt. Ihre Amtszeit endete am 17. Mai 2011. Von 2008 bis 2011 war Alt außerdem Vorstandsmitglied der kommunalpolitischen Vereinigung GARRP (Grüne und Alternative in den Räten und Parlamenten Rheinland-Pfalz).
Nach der Landtagswahl im März 2011 und der Bildung einer rot-grünen Regierungskoalition wurde Alt am 18. Mai desselben Jahres zur Ministerin für Integration, Familie, Kinder, Jugend und Frauen im Kabinett Beck V ernannt. Sie blieb dies auch in dem Rücktritt Kurt Becks nachfolgenden Kabinett Dreyer I. Die Aufgabenfelder dieses neu geschaffenen Ressorts waren bis dahin auch Schwerpunkte ihres kommunalpolitischen Engagements. Alt setzte sich bis zum Ende ihrer Amtszeit insbesondere für eine „Willkommenskultur“, die interkulturelle Öffnung der Gesellschaft und eine humane Flüchtlingspolitik ein. Weiteres Ziel ihrer politischen Arbeit war die Vereinbarkeit von Familie und Beruf unter dem Gesichtspunkt einer Gleichstellung von Frauen und Männern.

## Lebenslagen
Nach ihrem Ausscheiden aus  politischen Ämtern gründete Irene Alt gemeinsam mit ihrer Tochter Julia Weber, einer diplomierten Sozialarbeiterin, das Dienstleistungsunternehmen Lebenslagen, mit dem sie und ihr Team eine breite Palette von Hilfen im Haushalt, Behördengängen, Einkaufshilfen, Gartenarbeiten, aber auch Beistand und Betreuung anbietet. Sie arbeitet dabei mit den Kranken- und Pflegekassen, aber auch mit den örtlichen Sozialämtern, zusammen. Ihre Dienste können auch privat in Anspruch genommen werden.